# Institutionsteater
Institutionsteater benämns ofta större, offentligt ägda och finansierade teaterhus/operahus och dess professionella verksamheter (används ibland i en nedsättande andemening avseende en "alltför trygg, konstnärligt förstockad offentlig verksamhet"). Institutionsteatern ägs och drivs normalt av en kommun (stadsteater), en region eller ett län (regionteater eller länsteater) eller av staten (nationalscen eller mindre specialteater) i motsats till en privatteater eller en fri teatergrupp eller annan fristående teaterverksamhet/experimentteater, vilka till större delen drivs/finansieras av privata intressen eller teaterverksamma/biljettintäkter (även om även dessa kan erhålla vissa offentliga ekonomiska verksamhetsstöd). 
Det finns olika typer av stadsteatrar. Dels de med egen produktion och dels andra som endast har gästspelsscen utan egen produktion, till exempel Lunds och Skövdes stadsteatrar. De senare räknas formellt inte som institutionsteatrar, utan endast som teaterlokaler för fristående ensembler eller turnerande produktioner, i likhet med många andra kommuners teaterhus och scener med andra benämningar.
Även teatermässig verksamhet inom TV och radio (TV-teatern på SVT och Radioteatern på Sveriges Radio i Sverige) kan räknas som institutionsteatrar.

## Svenska institutionsteatrar
Nationella teatrar
- Kungliga Dramatiska teatern
- Kungliga Operan + Kungliga Baletten
- Drottningholmsteatern
- Riksteatern + Riksteatern Crea

Stadsteatrar med egen ensemble
- Borås stadsteater
- Göteborgs Stadsteater + Backa teater
- Helsingborgs stadsteater
- Malmö stadsteater
- Stockholms stadsteater
- Uppsala stadsteater

Läns-/Regionteatrar
- Byteatern – Kalmar läns teater
- Dalateatern
- Estrad Norr – Jämtlands läns musik och teater
- Folkteatern i Gävleborg
- Folkteatern i Göteborg
- Giron sámi teáhter
- Länsteatern på Gotland
- Länsteatern i Örebro
- Norrbottensteatern
- Norrlandsoperan
- Regionteatern Blekinge Kronoberg
- Regionteater Väst
- Smålands Musik och Teater
- Scenkonst Sörmland
- Teater Halland
- Västanå Teater – regionteater i Värmlands län
- Teater Västernorrland – Scenkonst Västernorrland
- Västerbottensteatern
- Västmanlands teater
- Östgötateatern + Ung scen/öst

Övriga
- Angeredsteatern
- Göteborgsoperan
- Folkoperan
- Malmö Opera
- Skånes Dansteater
- Wermland Opera